# Равельсбах
Равельсбах (нем. Ravelsbach) — ярмарочная коммуна (нем. Marktgemeinde) в Австрии, в федеральной земле Нижняя Австрия. 
Входит в состав округа Холлабрун.  Население составляет 1739 человек (на 31 декабря 2005 года). Занимает площадь 26,37 км². Официальный код  —  31036.

## Политическая ситуация
Бургомистр коммуны — Вальтер Шмид (АНП) по результатам выборов 2005 года.
Совет представителей коммуны (нем. Gemeinderat) состоит из 19 мест.
- АНП занимает 13 мест.
- СДПА занимает 6 мест.